# Voždovac (općina)
Općina Voždovac (srpski: Општина Вождовац) je općina u sastavu grada Beograda u Srbiji.

## Stanovništvo
Prema popisu stanovništva iz 2002. godine općina je imala 151.768 stanovnika, većinsko stanovništvo su Srbi, a manjina Crnogorci, Jugoslaveni, Romi, Makedonci i Hrvati.

## Administrativna podjela
Općina Voždovac ima površinu od 148 kvadratnih kilometara te je podjeljena na 36 naselja.
Gradska naselja:
| - Autokomanda - Banjica - Banjica 2 - Braće Jerković - Braće Jerković 2 - Voždovac centar - Dušanovac - Jajinci | - Kumodraž 2 - Lekino Brdo - Mala Utrina - Marinkova Bara - Medaković - Medaković 2 - Medaković 3 - Mitrovo Brdo - Konjarnik (Voždovački dio) | - Pašino brdo - Selo Rakovica - Spomen park Jajinci (naselje) - Torlak - Trošarina - Šumice |

Seoska naselja:
| - Bijeli Potok - Bubanj Potok - Gaj - Zuce - Jajinci - Kumodraž (selo) | - Pinosava - Prnjavor - Rakovica - Ripanj - Stepin Lug - Šuplja Stijena |

## Vanjske poveznice
- Informacije o općini  Arhivirana inačica izvorne stranice od 11. listopada 2015. (Wayback Machine)